# Алвасойнш-ду-Коргу
Алвасойнш-ду-Коргу (порт. Alvações do Corgo)  —  район (фрегезия) в Португалии,  входит в округ Вила-Реал. Является составной частью муниципалитета  Санта-Марта-де-Пенагиан. По старому административному делению входил в провинцию Траз-уж-Монтиш и Алту-Дору. Входит в экономико-статистический  субрегион Доуру, который входит в Северный регион. Население составляет 575 человек на 2001 год. Занимает площадь 4,22 км².